# لارنس سنلیک
لارنس سنلیک (انگلیسی: Laurence Senelick؛ زادهٔ ۱۲ اکتبر ۱۹۴۲) آموزگار، صاحب‌نظر، پژوهشگر، بازیگر، مترجم و کارگردان نمایش است. وی نویسنده، ویراستار و مترجم کتب بسیاری بوده‌است. او از سال ۱۹۷۲ به دانشگاه تافتس رفت و به مدت ۳۰ سال به عنوان رئیس تحصیلات تکمیلی خدمت کرد. وی در سال ۲۰۱۹ بازنشسته شد.
تخصص دانشگاهی لارنس سنلیک بر سرگرمی‌های عامه پسند با پژوهش بر موسیقی‌های نمایشی، ودویل، سیرک و پانتومیم متمرکز شده‌است. پژوهش‌های وی بر هنر نمایش شوروی سابق و روسیه، برایش «مدال سنت جرج» را از وزارت فرهنگ روسیه به ارمغان آورد. نوشته‌های او همچنین موضوع «جنسیت در اجراهای هنری» را مورد مطالعه قرار می‌داد که در کتاب «اتاق تعویض لباس: سکس، پارتی و تئاتر» (۲۰۰۰) به اوج خود رسید. او عضو هیئت مدیره «تئاتر شاعران» است و کارگردانی نمایش‌های متعددی را بر عهده داشته‌است و بازیگر تئاتر هم بوده است.
فعالیت‌های آموزشی سنلیک در کلاس‌های درس دانشگاه با «جایزه اسکار بروکت مدرس برجسته تئاتر در آموزش عالی» از سوی «انجمن تئاتر در آموزش عالی» تجلیل شد.
وی همچنین دریافت‌کنندهٔ کمک‌هزینه گوگنهایم بود و اینک همکار علمیِ فرهنگستان هنر و علوم آمریکا، عضو مؤسسه مطالعات پیشرفته برلین و عضو «کالج فلوهای تئاتر آمریکا» است.
دکتر ریچارد سنلیک عصب‌شناس آمریکایی، برادر لارنس سنلیک است و مایکل مک‌داول نویسندهٔ و فیلم‌نامه‌نویس آمریکایی به مدت ۳۰ سال (تا زمان مرگش) شریک زندگی لارنس سنلیک بود.